# The Lion King: Six New Adventures
The Lion King: Six New Adventures jest serią sześciu ilustrowanych książeczek dla dzieci. Są one spin-offami Króla lwa, a akcja w większości z nich dzieje się po wydarzeniach z pierwszej części filmu.
Każdą z książek napisał inny autor, jednak wszystkie łączy wspólna fabuła. Ich głównym bohaterem jest Kopa – syn Simby. Z powodu sprzeczności z drugą częścią filmu, gdzie Simba ma wyłącznie córkę (Kiarę), książki te uznawane są za niekanoniczne.
Producentem książek jest Mega-Books, Inc., wydane zostały w 1994 roku wyłącznie w Stanach Zjednoczonych przez Grolier Books.

## Lista książek
1. „A Tale of Two Brothers” autorstwa Aleksa Simmonsa
2. „Nala's Dare” autorstwa Joanne Barkan
3. „Vulture Shock” autorstwa Judy Katschke
4. „A Snake in the Grass” autorstwa Leslie McGuire
5. „Follow the Leader” autorstwa Page McBrier
6. „How True, Zazu?” autorstwa Leslie McGuire